# Тангейзер (опера)
«Тангейзер и состязание певцов в Вартбурге» (нем. Tannhäuser und der Sängerkrieg auf Wartburg) — опера Рихарда Вагнера в трёх действиях на собственное либретто по легенде о Тангейзере. (WWV 70). Премьера состоялась 19 октября 1845 года в Дрезденской королевской опере.

## Общие сведения
- Либретто Рихарда Вагнера[2] по мотивам повести Э. Т. А. Гофмана «Состязание певцов» и новеллы о Тангейзере Людвига Тика.
- Место и время действия: Вартбург, Тюрингия, XIII век.
- Продолжительность около 3 ч. 45 мин.

## История создания
В апреле 1842 года Вагнер возвратился из Парижа в Дрезден. Это путешествие было богато впечатлениями, в том числе он увидел Вартбургский замок. Летом того же года он начал набросок сценария новой оперы «Грот Венеры», а 4 июля следующего года либретто было полностью закончено. В сюжете оперы были объединены несколько самостоятельных немецких легенд (о гроте Венеры, состязании певцов и святой Елизавете). В апреле 1845 года Вагнер завершил партитуру и дал опере то название, под которым она теперь известна.
Премьера «Тангейзера» состоялась 19 октября 1845 года под управлением автора в Королевском саксонском придворном театре в Дрездене. Состав певцов был следующий: Тангейзер — Йозеф Тихачек, Елизавета — Иоганна Вагнер (племянница композитора), Вольфрам — Антон Миттервурцер, Венера — Вильгельмина Шрёдер-Девриент, Ландграф — Георг Вильгельм Деттмер. Мнения публики по поводу новой оперы разделились, после восьмого показа её сняли с репертуара. Для постановки 1847 года Вагнер изменил финал; эта редакция, известная как «Дрезденская», является наиболее часто исполняемой. Опера стала завоёвывать немецкие сцены; 16 февраля 1849 года она была исполнена в Веймаре под управлением Ференца Листа.
По инициативе княгини Меттерних 13 марта 1861 года состоялась премьера оперы в Париже (во французском переводе). Вагнер согласился ввести в первый акт балет, привычный для французской публики. Кроме того, была расширена сцена Тангейзера и Венеры в первом акте и сокращено состязание певцов во втором. Поздняя парижская редакция несёт на себе отпечатки тристановского стиля, которые не всегда согласуются с оперой в целом, Вагнер сам это понимал. Тем не менее, эта редакция исполняется едва ли намного реже дрезденской; иногда опера идёт в смешанной редакции.
Первая постановка «Тангейзера» в рамках Байрёйтского фестиваля состоялась в 1891 году под управлением Феликса Моттля (в смешанной редакции).

## Действующие лица

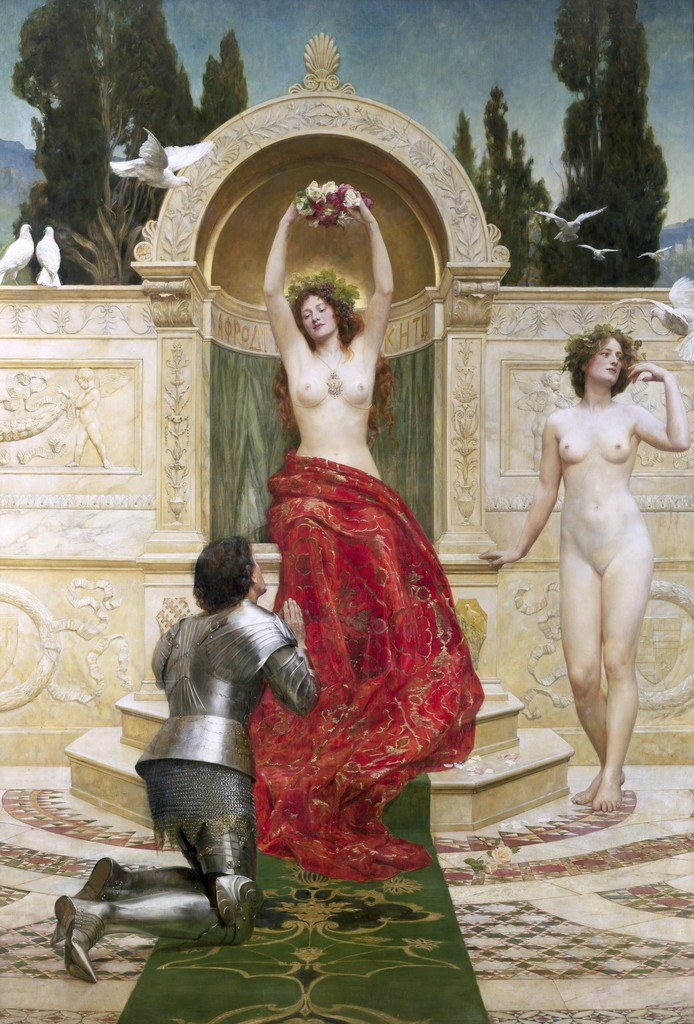
Дж. Кольер. Тангейзер на Венусберге. 1901. Холст, масло. Художественная галерея и библиотека Аткинсона, Саутпорт, Англия

- Герман (Herrman), ландграф Тюрингии (бас)
- Тангейзер, Генрих фон Офтердинген (Tannhäuser, Heinrich von Ofterdingen) (тенор)
- Елизавета (Elisabeth), племянница ландграфа (сопрано)

- Четыре пажа (сопрано)
- Венера (Venus) (меццо-сопрано или сопрано)
- Молодой пастух (сопрано)
- Рыцари-певцы:
  - Вольфрам фон Эшенбах (Wolfram von Eschenbach) (баритон)
  - Вальтер фон дер Фогельвейде (Walther von der Vogelweide) (тенор)
  - Битерольф (Biterolf) (бас)
  - Генрих Шрайбер (Heinrich der Schreiber) (тенор)
  - Райнмар фон Цветер (Reinmar von Zweter) (бас)
- Хор: дворяне, паломники, нимфы.

## Краткое содержание

### Первый акт
Грот Венеры. Когда-то смертный Тангейзер проник сюда, добился любви Венеры и проводил жизнь в наслаждениях. Но теперь он тяготится этим состоянием и мечтает о Земле, звоне колоколов и смене времён года. Он поёт песнь, в которой прославляет Венеру и чудеса её царства, но снова и снова просит отпустить его на Землю. Его не пугают возможные тяготы — вечное наслаждение не подходит для смертного. Венера тщетно уговаривает Тангейзера остаться. В конце концов она в ярости говорит, что люди отвернутся от него и он сам, униженный, будет искать путь назад. Тангейзер призывает Марию, и при упоминании имени Богоматери Венера и её грот исчезают.
Тангейзер оказывается в долине под Вартбургом. Молодой пастух приветствует весну. Мимо проходит процессия паломников, направляющихся в Рим. Пастух просит помолиться и за него. Тангейзер в раскаянии думает о своих грехах.
Появляется охотничья процессия рыцарей. Когда-то Тангейзер поссорился с ними и гордо покинул их круг, но теперь они, особенно Вольфрам, готовы помириться и просят его остаться. Тангейзер долго отказывается, пока Вольфрам не упоминает Елизавету, которая после исчезновения Тангейзера затосковала и перестала посещать певческие состязания. Тангейзер соглашается принять участие в предстоящем состязании.

### Второй акт
Замок ландграфа. Входит радостная Елизавета. Из её разговора с Тангейзером стоящий в глубине Вольфрам понимает, что не может надеяться на взаимность Елизаветы, потому что её сердце отдано Тангейзеру.
В зал входят гости, приглашённые на певческое состязание, они прославляют ландграфа, покровителя искусств. Ландграф задаёт тему для состязания — участники должны раскрыть в своих песнях сущность любви. Победитель получит награду из рук Елизаветы. Первым выступает Вольфрам, он воспевает чистую духовную любовь — преклонение, не требующее ничего взамен. Тангейзер отвечает ему, что без наслаждения любовь не имеет смысла. Вальтер фон дер Фогельвейде опять прославляет добродетель и источник любви, который теряет волшебную силу, если приложить к нему губы (в парижской редакции выступление Вальтера отсутствует). Тангейзер говорит, что можно питать почтение к далёким звёздам, но не стоит отказываться и от чувственного наслаждения тем, что находится рядом. Битерольф готов мечом защищать добродетель, оскорблённую Тангейзером, слушатели тоже возмущены его словами. Тангейзер окончательно теряет голову и в запале говорит, что сущность любви знает лишь тот, кто побывал в царстве Венеры. Начинается скандал, возмущённые дамы покидают зал. От расправы Тангейзера спасает Елизавета, напоминающая всем, что Спаситель когда-то пострадал и за грешников. После этой речи Тангейзер в ужасе осознаёт, как он на самом деле оскорбил Елизавету. Ландграф приказывает ему отправиться в Рим вместе со второй группой паломников и получить прощение от Папы.

### Третий акт
Долина под Вартбургом. Елизавета с волнением ожидает возвращения паломников. Вольфрам наблюдает за ней в отдалении и надеется, что её молитвы будут услышаны. Приближается процессия, но Тангейзера нет среди возвратившихся. Елизавета молит Богоматерь о смерти, чтобы просить самого Бога о милости для Тангейзера.
Вольфрам остаётся один. Он поёт знаменитую песню о вечерней звезде, которая должна поприветствовать отлетающую душу.
Появляется Тангейзер, в изорванном одеянии пилигрима. Он ищет путь назад в грот Венеры. По просьбе Вольфрама он рассказывает о паломничестве, о своём раскаянии и о жестокости Папы, который сказал, что такой грех так же не может быть прощён, как не может расцвести его посох.
После проклятия людей Тангейзер надеется найти утешение на груди Венеры. Вольфрам пытается воспрепятствовать этому новому греху. Появляется Венера, зовущая Тангейзера. Приближается похоронная процессия. Вольфрам говорит, что молитва Елизаветы будет услышана. Венера исчезает, Тангейзер умирает с именем Елизаветы на устах. Новая группа паломников рассказывает о чуде: в руках Папы расцвёл сухой посох. Все славят милость Творца.

## Избранные аудиозаписи
(солисты даются в следующем порядке: Тангейзер, Елизавета, Вольфрам, Герман, Венера)
- 1930 — Дир. Карл Эльмендорф; солисты: Сигизмунд Пилинский, Мария Мюллер, Герберт Янссен, Ивар Андресен, Рут Йост-Арден; оркестр Байрёйтского фестиваля.
- 1941 — Дир. Эрих Лайнсдорф; солисты: Лауриц Мельхиор, Кирстен Флагстад, Герберт Янссен, Эмануэль Лист, Керстин Торборг; оркестр Метрополитен-опера.
- 1949 — Дир. Леопольд Людвиг; солисты: Людвиг Зутхаус, Марта Музиаль, Дитрих Фишер-Дискау, Йозеф Грайндль, Паула Бухнер; оркестр Берлинской городской оперы.
- 1955 — Дир. Рудольф Кемпе; солисты: Рамон Винай, Астрид Варнай, Джордж Лондон, Джером Хайнс, Бланш Тебом; оркестр Метрополитен-опера.
- 1960 — Дир. Франц Конвичный; солисты: Ханс Хопф, Элизабет Грюммер, Дитрих Фишер-Дискау, Готлоб Фрик, Марианна Шех; Берлинская государственная капелла.
- 1962 — Дир. Вольфганг Заваллиш; солисты: Вольфганг Виндгассен, Анья Силья, Эберхард Вехтер, Йозеф Грайндль, Грейс Бамбри; оркестр Байрёйтского фестиваля.
- 1968—69 — Дир. Отто Гердес; солисты: Вольфганг Виндгассен, Биргит Нильссон, Дитрих Фишер-Дискау, Тео Адам, Биргит Нильссон; оркестр Немецкой оперы, Берлин.
- 1970 — Дир. Георг Шолти; солисты: Рене Колло, Хельга Дернеш, Виктор Браун, Ханс Зотин, Криста Людвиг; Венский филармонический оркестр.
- 1985 — Дир. Бернард Хайтинк; солисты: Клаус Кёниг, Люция Попп, Бернард Вайкл, Курт Молль, Вальтрауд Майер, Зигфрид Ерусалем (Вальтер); оркестр Байрёйтского фестиваля.

## Избранные видеозаписи
(солисты даются в следующем порядке: Тангейзер, Елизавета, Вольфрам, Герман, Венера)
- 2008 — Реж. Николаус Ленхофф; дир. Филипп Жордан; солисты: Роберт Гэмбилл, Камилла Нилунд, Роман Трекель, Стефен Миллинг, Вальтрауд Майер; Немецкий симфонический оркестр Берлина; Фестивальный театр Баден-Бадена.
- 2015, 31 октября — Реж. Отто Шенк (англ. Otto Schenk); дир. Джеймс Ливайн; солисты: Йохан Бота (англ. Johan Botha (tenor)), Эва-Мария Вестбрук, Питер Маттеи (англ. Peter Mattei), Гюнтер Гройссбёк (англ. Günther Groissböck), Мишель Деянг. Оркестр и хор «Метрополитен-оперы», Нью-Йорк[3].

## Использование музыки
- 1939 — «Вакханалия», сюрреалистический балет на музыку из «Грота Венеры» в хореографии Л. Ф. Мясина на либретто и в оформлении С. Дали
- 1987 — кинофильм «Зеркало для героя»: хорал пилигримов из 3-го акта оперы в исполнении В. Богачёва (играет немца на грузовике, который возвращается из плена домой)